# Întrebare
Întrebare (latină interguare) adresare verbală, sau scrisă destinată cuiva cu scopul de a primi un răspuns. A supune elevii sau studenții unui examen oral. Interogare, cercetare, informare, sau a pune  întrebări, a cere informații, lămuriri pentru înlăturarea unor îndoieli unei supoziții.